# Questo sono io (Biagio Antonacci)
Questo sono io è un album raccolta di 15 tracce di Biagio Antonacci, pubblicato nel 2013.

## Tracce
1. Sappi amore mio
2. Non vivo più senza te
3. Mio padre è un re
4. Dimenticarti è poco
5. Come se fossi un'isola
6. Le cose che hai amato di più
7. Solo due parole
8. Pazzo di lei
9. Vicky Love
10. Convivendo
11. Amo te
12. Inaspettata
13. Oggi tocchi a me
14. Coccinella
15. Voglio vivere in un attimo